# Živorad Janković
Živorad Janković (v srbské cyrilici Живорад Јанковић; 19. srpna 1924, Višegrad, Království Srbů, Chorvatů a Slovinců–1990, Sarajevo, SFRJ) byl jugoslávský architekt původem z Bosny a Hercegoviny.
Janković vystudoval architekturu na Bělehradské univerzitě. Svá studia zde dokončil v roce 1950. Poté nějakou dobu přednášel na vysoké škole v Sarajevu. Následně měl vlastní architektonickou kancelář DOM v Sarajevu, ve které působil mezi lety 1952 až 1970. Nějakou dobu pobýval také ve Skandinávii a v USA.
V roce 1968 byl zvolen čestným profesorem sarajevské architektury, o dva roky později byl vybrán do čela týmu, který připravoval nový urbanistický plán pro Sarajevo. V této roli působil až do roku 1972. Jako univerzitní profesor působil od roku 1977, roku 1981 byl zvolen do čela univerzity. Byl také zvolen do čela bosenské Akademie věd a za svůj život získal celou řadu ocenění.
Janković za svůj život vyprojektoval nemalé množství budov, patřil k dobře známým tvůrcům své doby na území socialistické Jugoslávie. Mezi jeho projekty patřila továrna na zpracování tabáku v Sarajevu, budova správy sociálního zabezpečení v Sarajevu, sídlo společnosti Energoinvest v Sarajevu, a mnohé sportovní haly v celé bývalé Jugoslávii: hala Skenderija, Gripe (ve Splitu), Palác mládeže a sportu (v Prištině) a SPENS (v Novém Sadu).